# Geositta isabellina
Geositta isabellina là một loài chim trong họ Furnariidae.